# 玉泉寺 (涉县)
玉泉寺大殿，位于中国河北省邯郸市涉县上温村，为邯郸市涉县的一个全国重点文物保护单位，类型为古建筑，公布时间为2013年5月。
玉泉寺大殿的历史年代为金、元。